# Antoine Silber
 (janvier 2022).
Pour les articles homonymes, voir Silber et Silberfeld.
Antoine Silber, né Antoine Michel Sylvain Silberfeld le 6 février 1947 à Paris est un journaliste et un auteur d'autofiction français.

## Biographie

### Famille
Son arrière grand-père, Lazare Silberfeld, est rabbin à Cracovie (Pologne), dans le quartier de Kazimierz, et son grand père, Ernest Silberfeld, diamantaire, à Anvers (Belgique). Fils de Jacques Silberfeld (1915-1991), journaliste pour La Nation française de Pierre Boutang et traducteur, et de Simone Megglé (1916-1981), fille de l'économiste Armand Megglé (1889-1959), il a quatre enfants dont Sarah Magaajyia Silberfeld (1994) avec Rahmatou Keïta.

### Carrière
Il commence sa vie professionnelle à l'ORTF où il travaille pendant un an, en 1970, au bureau de presse de la première chaîne, avant de se tourner vers la presse écrite et d'entrer à Paris Match où à partir de 1971, il couvre l'actualité politique et sociale.
Il travaille pour Le Point, de 1972 à 1979. Avec Jean-Marie Pontaut, en 1973, il enquète sur l’Affaire des plombiers, au Canard Enchainé. En 1978, il passe trois mois aux États-Unis, comme stagiaire de la French-American Foundation. 
Il est nommé, par le rédacteur en chef Jean-François Fogel, en juillet 1979, chef des enquêtes de Paris-Hebdo, du groupe L'Expansion, et en commande une, sur les parcmètres à Edwy Plenel, payée 5 000 francs, permettant à ce dernier de voyager en Asie et de publier, dans Le Monde et Libération, deux reportages, sur les journaux contestataires chinois et le dissident Wang Xizhe.
En mai 1980, il entre au Nouvel Observateur où il signe dans la rubrique « Notre époque » jusqu'en 1984, puis collabore à différents magazines, notamment à Paris Passion magazine, à Géo ou à Livres hebdo qui lui confie à deux reprises la rédaction en chef du « Journal du salon » pour le Salon du livre de Paris.
Il retourne au Nouvel Observateur à la fin des années 1990, puis interview, à partir de 2000, plusieurs auteurs dans la rubrique « Le Questionnaire de Proust » de L'Express. De 2001 à 2008, collabore chaque semaine à Elle pour les rubriques « Une journée avec ». 
Il signe la pétition internationale, de la Société des auteurs et compositeurs dramatiques (SACD) demandant la mise en liberté du cinéaste et comédien Roman Polanski, à la suite de son arrestation, le 26 septembre 2009, à Zurich (Suisse).

### Autofiction
S'inspirant du style « non littéraire » de Colette et « sous-écrit » de Truman Capote, il « s'interview lui-même », en 2011, décrivant sa psychanalyse avec Anne Dufourmantelle, dans Le Silence de ma mère, aux éditions Denoël ; en 2015, Bernard Pivot qualifie Ton père pour la vie de « livre d'amour, de souvenirs et de continuelle sidération » d'un fils souhaitant réaliser ce que son père a raté, puis en 2018, Jean-Claude Perrier qualfie Tout cet hier à l'intérieur de moi, de livre sur l'« obsession des origines »,.

## Publications
- SDF - Sans domicile fixe, Éditions JC Lattès, 1993 -  (ISBN 978-2-709-61211-1) avec Rahmatou Keïta
- Les plus belles histoires d'amour de « Elle » : C'est mon histoire, Robert Laffont, 2007 -  (ISBN 978-2-266-16812-0 et 978-2-221-10618-1)
- Le Silence de ma mère, roman, Éditions Denoël, 5 janvier 2011[14]. -  (ISBN 978-2-207-10933-5). Réédition (Arléa-poche) Editions Arléa, 27 août 2015.
- Les Cyprès de Patmos, roman, Éditions Arléa, 6 février 2014 -  (ISBN 978-2-3630-8044-8)[15],[16]
- Ton père pour la vie, roman, Éditions Arléa, 27 août 2015 -  (ISBN 978-2363080929)[17],[18]
- Tout cet hier à l'intérieur de moi, roman, Éditions Arléa, 30 août 2018 -  (ISBN 978-2363081681)[19]